# Касик жовтохвостий
Касик жовтохвостий (Cacicus cela) — вид горобцеподібних птахів родини трупіалових (Icteridae). Мешкає в Панамі і Південній Америці.

## Опис

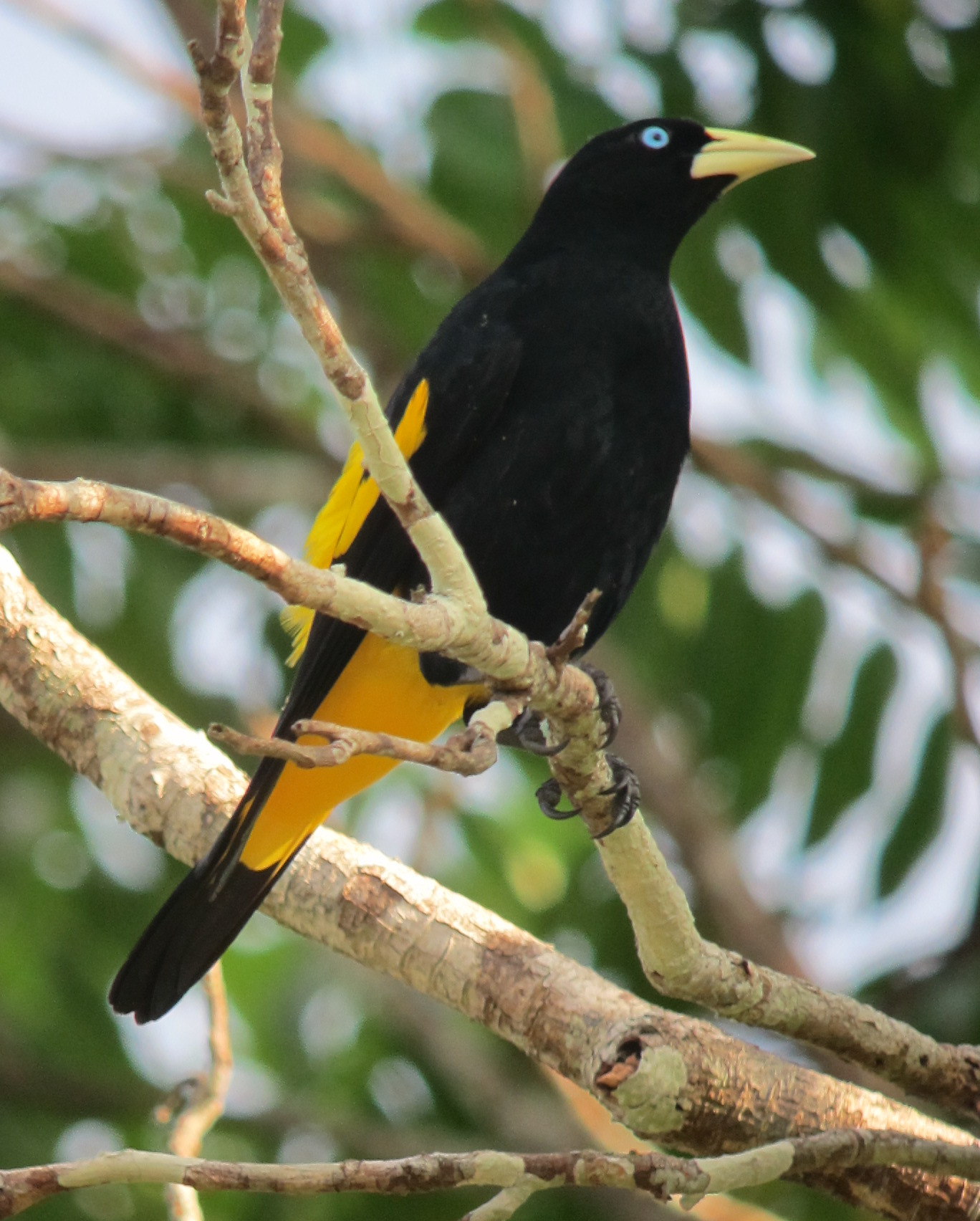
Жовтохвостий касик

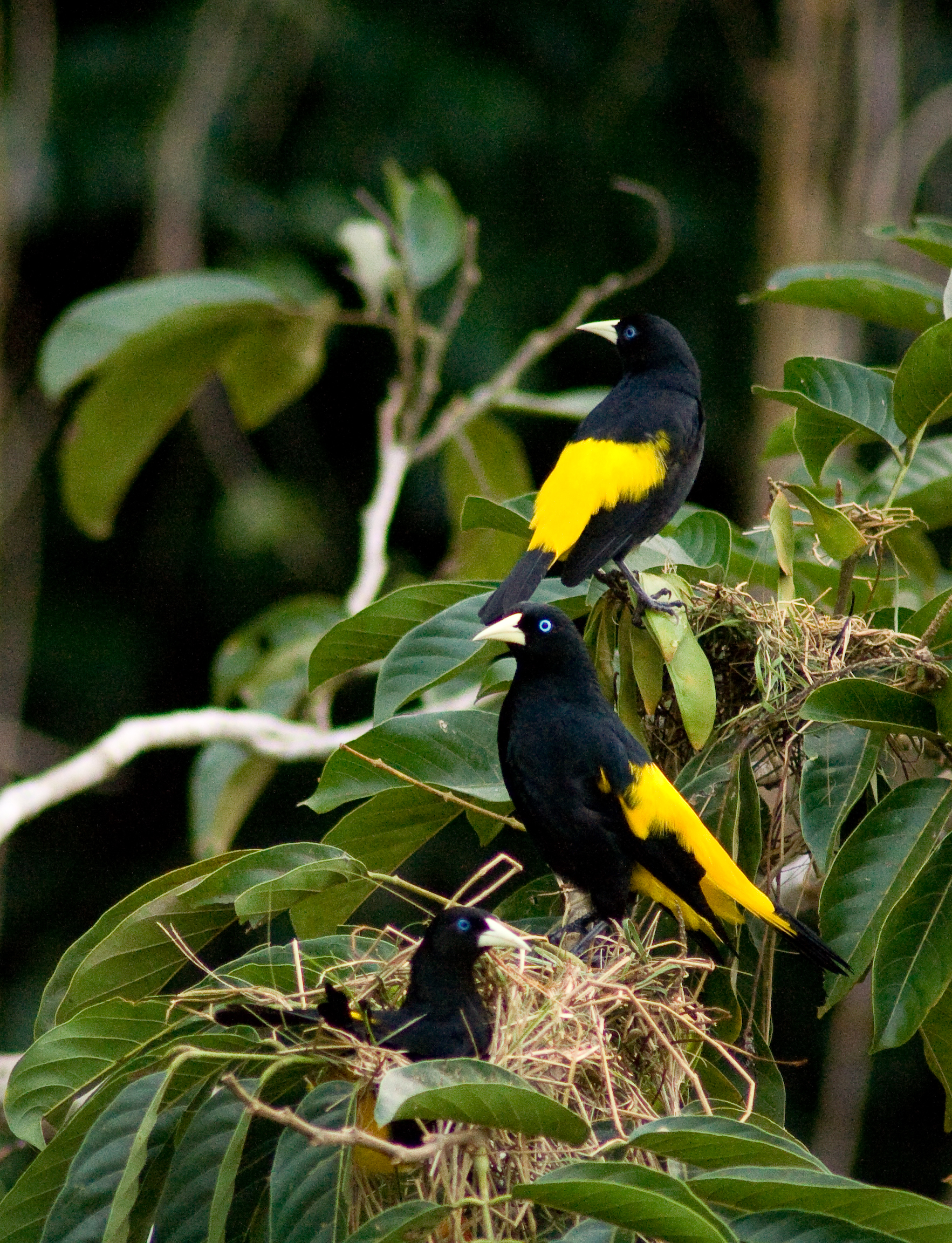
Жовтохвості касики (Перу)

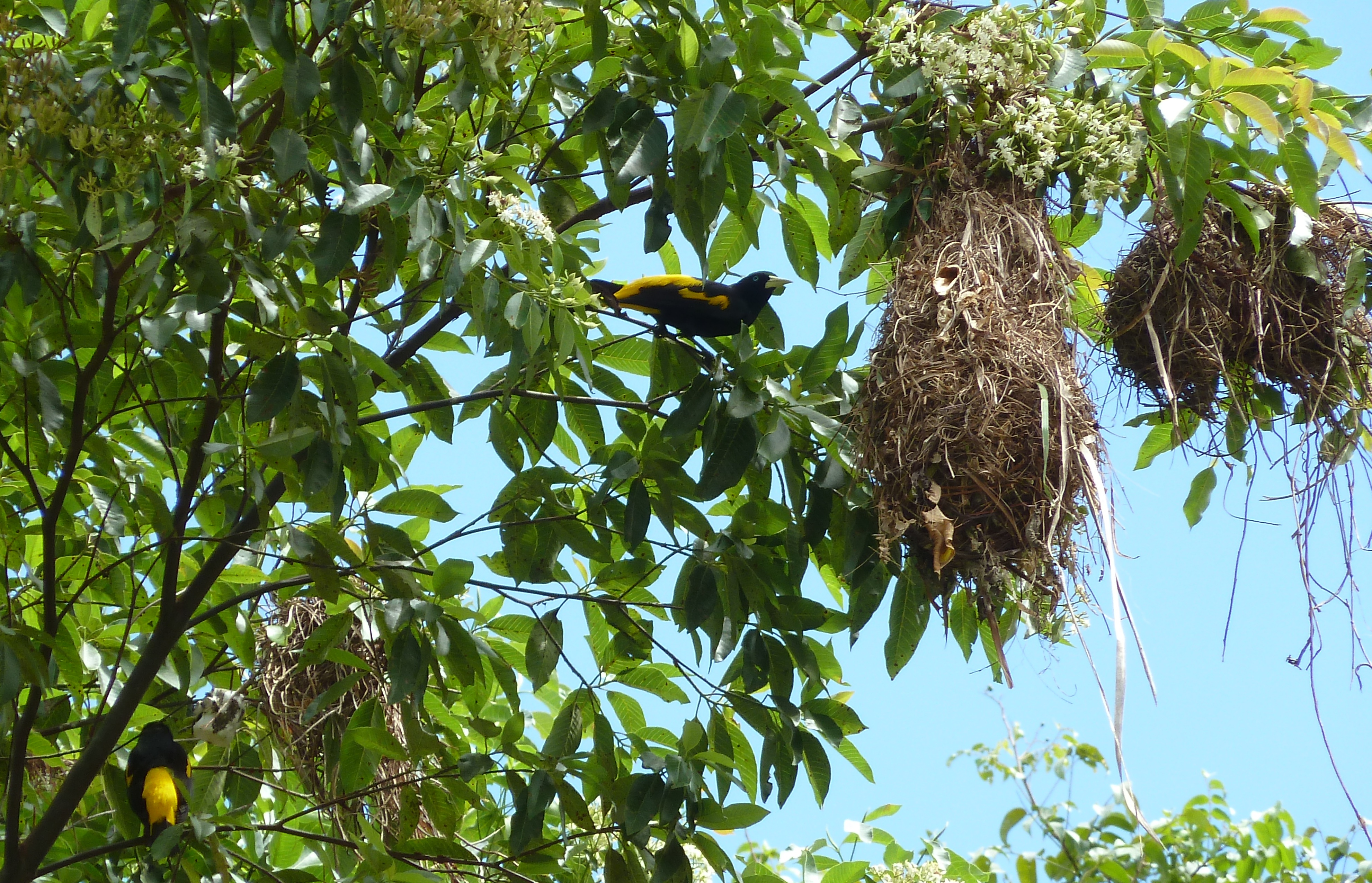
Гніздо жовтохвостих касиків

Довжина самців становить 27,5-29 см, вага 104 г, довжина самиць 24-25 см, вага 60 г. Забарвлення переважно чорне, блискуче. На плечах, нижній частині живота, гузці, надхвісті і хвості жовті плями. Очі блакитні, дзьоб міцний, загострений, бладо-жовтий. У молодих птахів очі карі, дзьоб біля основи коричневий.

## Підвиди
Виділяють три підвиди:
- C. c. vitellinus Lawrence, 1864 — східна Панама (на схід від Зони каналу), північна і центральна Колумбія;
- C. c. flavicrissus (Sclater, PL, 1860) — захід Еквадору і крайній північний захід Перу (Тумбес);
- C. c. cela (Linnaeus, 1758) — від східної Колумбії і Венесуели до Гвіани і центральної Болівії, східне узбережжя Бразилії, острів Тринідад.

Деякі дослідники виділяють підвиди C. c. vitellinus і C. c. flavicrissus у окремий вид Cacicus flavicrissus. 

## Поширення і екологія
Жовтохвості касики мешкають в Панамі, Колумбії, Еквадорі, Перу, Болівії, Бразилії, Венесуелі, Гаяні, Суринамі, Французькій Гвіані та на Тринідаді і Тобаго. Вони живуть на узліссях вологих, заболочених і сухих тропічних лісів, на галявинах, в рідколіссях і на плантаціях. Живляться великими комахами, зокрема жуками, гусінню, цвіркунами і кониками, павуками, нектаром і плодами. Гніздяться колоніями, які можуть нараховувати до 100 гнізд. Гнізда великі, мішечкоподібні, робляться з переплетених гілок і трави, підвішуються на дереві, часто біля осиного гнізда. В кладці 2 блакитнуватих або білих, поцяткованих темними плямами яєць. Самиці починають насиджувати після відкладення другого яйця.  Інкубаційний період триває 13-14 днів, пташенята покидають гніздо через 34-40 днів після вилуплення. Зазвичай виживає лише одне пташеня.